# Santiago Lovell
Santiago Alberto Lovell Birnes (ur. 23 kwietnia 1912 w Avellanedzie, zm. 17 marca 1966) – argentyński bokser, złoty medalista letnich igrzysk olimpijskich w 1932 w Los Angeles w kategorii ciężkiej.
Jego młodszy brat Guillermo był wicemistrzem olimpijskim w boksie w wadze ciężkiej na igrzyskach w 1936 w Berlinie, a syn Santiago wystąpił w tej kategorii wagowej na igrzyskach w 1964 w Tokio, odpadając w ćwierćfinale.